# سن-ویانه، کبک
سن-ویانه (به فرانسوی: Saint-Vianney) شهری در منطقه شهری لا ماتاپدیا ناحیه با-سن-لوران در استان کبک کانادا است. در سرشماری سال ۲۰۱۱ این شهر ۴۹۹ نفر جمعیت داشته‌است و مساحت آن ۱۴۵٫۲۴ کیلومتر مربع است.